# Laski (powiat piotrkowski)
Laski – wieś w Polsce położona w województwie łódzkim, w powiecie piotrkowskim, w gminie Wola Krzysztoporska.
W latach 1975–1998 miejscowość należała administracyjnie do województwa piotrkowskiego.
5 września 1939 wkraczający do wsi żołnierze Wehrmachtu zamordowali trzy osoby cywilne, Antoniego i Stefana Górskich i Bolesława Michaluka.